# De divinatione (Plutarco)
De divinatione (Περὶ μαντικῆς - De divinatione) è un trattato religioso di Plutarco, compreso anticamente nei Moralia, ma oggi perduto, a parte un frammento.

## Struttura
Il trattato è conservato in un frammento da Stobeo.
Plutarco vi afferma che alcune arti e tecniche furono sviluppate per necessità, mentre altre servono per amor di conoscenza e di sviluppo intellettuale. In questo campo, afferma il frammento, rientrano le arti matematiche e, probabilmente, la divinazione, che forse Plutarco difendeva in qualità di sacerdote delfico.
Il frammento è interessante perché, in un breve spazio, cita una testimonianza poetica e una di Platone, precisamente dalla Repubblica, forse rientrando nella dimostrazione della religiosità plutarchea ben nota dai dialoghi delfici.